# هانز ميور
هانز ميور (بالإنجليزية: Hans Meuer)‏ وهو أستاذ في علوم الكمبيوتر في جامعة مانهايم. عمل مديراً لشركة Prometeus GmbH والرئيس العام لمؤتمر الحوسبة الفائقة الدولية. في عام 1986، أصبح مؤسسًا مشاركًا لأول مؤتمر في مانهايم، والذي يُعقد سنويًا ولكن عُرف باسم مؤتمر الحوسبة الفائقة العالمي منذ عام 2001.
عمل هانز موير كأخصائي ورئيس مشروع ورئيس مجموعة خلال 11 عامًا في مركز أبحاث يوليش، بألمانيا. على مدار 33 عامًا كان مديرًا لمركز الكمبيوتر وأستاذًا لعلوم الكمبيوتر في جامعة مانهايم بألمانيا. منذ عام 1998 وحتى عام 2013، كان المدير الإداري لشركة Prometeus GmbH، وهي شركة تدير سلسلة من المؤتمرات في مجالات ترتبط ارتباطًا وثيقًا بالحوسبة عالية الأداء.
درس هانز ميور الرياضيات والفيزياء والسياسة في جامعات ماربورغ وجيسين وفيينا. في عام 1972، حصل على الدكتوراه في الرياضيات من الجامعة التقنية الراينية الفستفالية (RWTH) في آخن. منذ عام 1974، كان أستاذا للرياضيات وعلوم الكمبيوتر في جامعة مانهايم وتخصص في هندسة البرمجيات. شارك بشكل مكثف في مجالات الحوسبة الفائقة / الحوسبة المتوازية لأكثر من 20 عامًا.
في عام 1993. بدأ هانز موير مبادرة توب 500 بالتعاون مع إريك ستروماير، هورست سيمون وجاك دونجارا.

## وصلات خارجية
- Hans Meuer's Homepage
- The International Supercomputing Conference Homepage
- ISC Conference Series[وصلة مكسورة]